# Amir Rostami
Amir Rostami, född 1981 i Teheran, är svensk polis, författare, sociolog och professor i kriminologi vid Högskolan i Gävle. Han forskar om brottslighet vid Stockholms universitet sedan 2009 och vid Institutet för framtidsstudier sedan 2011. Sedan 2021 är han en av två vetenskapliga ledare för det strategiska forskningsområdet Hälsofrämjande arbete vid Högskolan i Gävle. Hans forskning har ett särskilt fokus på att förstå och bekämpa organiserad brottslighet, gängbrottslighet och våldsbejakande extremism. 2024 arbetar han som gästprofessor vid Södertörns högskola och är projektledare för initiativet Sverige mot organiserad brottslighet (SMOB).

## Karriär
Rostami har arbetat som polis sedan 2004 och började 2005 som utredare vid sektionen mot gängkriminalitet vid Stockholmspolisen, vars metoder har uppmärksammats utomlands. Han har varit projektledare för det europeiska projektet "The Stockholm Gang Intervention and Prevention Project" (SGIP), som inleddes 2009. Han var seniorrådgivare i avhopparfrågor till den svenska nationella samordnaren för att skydda demokratin mot våldsbejakande extremism  och forskade i samband med detta om varför svenska medborgare begav sig till Islamiska staten, och hur jihadister rekryteras bland gängmedlemmar i Europa.
Rostami försvarade 2013 licentiatavhandlingen Tusen fiender: en studie om de svenska gatugängen och deras ledare vid Linnéuniversitetet, där han intervjuar 24 gängledare om deras drivkrafter. Han disputerade 2016 i sociologi på doktorsavhandlingen Criminal Organizing: Studies in the sociology of organized crime vid Stockholms universitet.
I november 2018 publicerade Rostami, tillsammans med bland andra kriminologerna Christoffer Carlsson och Jerzy Sarnecki, en uppmärksammad forskningsrapport som kartlade organiserad brottslighet i Sverige, som visade sig vara fler individer, mer utbildade och bättre organiserade än forskarna hade förväntat sig. De största kategorierna var MC-gäng och kriminella nätverk i utanförskapsområden, medan mindre grupper utgjordes av fotbollshuliganism, maffia samt våldsbejakande extremism inom vit maktrörelsen, jihadism och autonom vänster. Rostami har uttalat sig som debattör om behovet av skyndsamma brottspreventiva åtgärder mot gängkriminalitet. År 2021 utsågs Rostami av regeringen att leda utredningen mot välfärdsbrottslighet. Under samma år tillträdde även Amir Rostami som vetenskaplig ledare till det strategiska forskningsområdet Hälsofrämjande arbete vid Högskolan i Gävle.
Rostami är aktiv som föreläsare. Den 26 november 2019 gav kronprinsessan och prins Daniel företräde för Rostami. Då informerade Rostami kronprinsessparet om sin forskning, som särskilt fokuserar på organiserad brottslighet, gängkriminalitet och extremism. Rostami har även bjudits in av den svenska regeringen för att informera den om sin forskning.
2023 utsågs Rostami till Årets Trygghetsambassadör 2023 av tankesmedjan Säkerhet för Näringsliv och Samhälle. Utmärkelsen har delats ut sedan 2011 som ett sätt att lyfta fram personer som medverkar till att lyfta trygghetsfrågor eller bidrar till effektivare brottsbekämpning. Rostami fick utmärkelsen i första hand för "det gedigna arbetet som regeringens utsedda utredare mot välfärdsbrott" (ur motiveringen).
År 2024 tilldelades Rostami Nordeas Norrlandsstiftelses vetenskapliga pris. Priset går till forskare som gjort framstående insatser för främjande av vetenskaplig forskning och utveckling inom framför allt samhällsvetenskaplig, rättsvetenskapliga och datavetenskapliga forskningsområden. 